# Soroll (comunicació)

Efecte soroll

El soroll en comunicació és qualsevol senyal no desitjat que es mescla amb el senyal útil que volem transmetre. És el resultat de diferents tipus de pertorbació que tendeixen a emmascarar la informació quan es presenta a la banda de freqüències de l'espectre del senyal, és a dir, dins de la seva amplada de banda. Aquesta pertorbació pot fer que el senyal que estem transmetent arribi al destinatari amb errors, fins al punt de tenir pèrdues d'informació; en el cas de transmissions digitals, és possible codificar la informació perquè pugui ser recuperada en la recepció fins a un cert nombre de bits.
La utilització dels filtres passabaixos, passabanda i passalts soluciona gran part d'aquest problema.

## Causes
El soroll és a causa de múltiples causes: als components electrònics, al soroll tèrmic de les resistències, a les interferències per senyals externs... És impossible eliminar el soroll completament, ja que els components electrònics no són perfectes. Tot i així, és possible limitar-ne el valor per tal que la qualitat de la comunicació resulti acceptable.

## Sobre el soroll
Per a mesurar la influència del soroll sobre el senyal, s'utilitza la relació senyal/soroll, que generalment es mesura en decibels (dB). Com a potència del senyal, generalment s'adopta la potència d'un to de proves que s'introdueix en el canal. La potència del soroll se sol mesurar a l'entrada del receptor, quan per aquest no s'emet el to esmentat.
Quan es transmeten senyals digitals per un canal, l'afectació del soroll es posa de manifest en el nombre d'errors que comet el receptor. Es dedueix immediatament que aquest nombre serà més gran com més gran sigui la probabilitat d'error.
La probabilitat d'error depèn del valor de la relació senyal/soroll. Com major sigui aquesta relació, més destacarà el senyal sobre el soroll i, per tant, hi serà menor la probabilitat d'error. Quan el soroll s'afegeix a un senyal amb distorsió, la probabilitat d'error creix ràpidament.
La distorsió que produeix el soroll en una determinada comunicació depèn de la seva potència, de la seva distribució espectral respecte a l'amplada de banda del senyal, de la mateixa naturalesa del senyal i de la informació que transporta. El soroll afecta de manera diferent a la informació que transporten els senyals analògics que a la informació codificada mitjançant senyals digitals. Aquesta és la causa per la qual s'ha establert una tipificació bàsica dels canals: Els canals analògics (amb amplificació) i els canals digitals (amb regeneració).

## Soroll en els canals telefònics
- Diafonia o encreuament aparent: és ocasionat per les interferències que produeixen altres parells de fils telefònics pròxims (coneguda com a encreuament de línies o crosstalk). Aquest fenomen succeeix quan un senyal que transita per un circuit s'indueix en un altre que hi discorre en paral·lel, i el pertorba. Si els senyals induïts es poden entendre, s'anomena diafonia intel·ligible. Aquest és un fenomen molt perjudicial, ja que afecta el secret de les telecomunicacions. La diafonia propera s'anomena paradiafonia i la que s'observa en l'extrem remot, telediafonia.
- Eco: és un senyal de les mateixes característiques que l'original, però atenuat i retardat respecte a aquest. L'efecte nociu de l'eco afecta tant les converses telefòniques com la transmissió de dades, i és més perjudicial com menys "atenuat" i més "retardat" arriba el senyal de l'eco. El ressò pot ser del que parla i del que escolta, segons la manera com afecta els interlocutors. El ressò de qui escolta és el que més perjudica les comunicacions de dades. Perquè els senyals de l'eco reflectits es rebin amb un retard "apreciable", han de recórrer grans distàncies, per exemple, en les comunicacions intercontinentals o via satèl·lit. Una solució que es va implantar en els circuits telefònics per evitar el ressò en aquests casos va consistir a instal·lar un element anomenat supressor d'eco, que era un dispositiu que impedia la transmissió simultània en ambdós sentits. Evidentment, calia inhibir aquests dispositius quan s'establien per canals telefònics circuits de dades en mode dúplex mitjançant mòdem. Els mateixos mòdems inhibien els supressors d'eco emetent un to especial.

## Tipus
- Soroll de tret: és un soroll electromagnètic no correlacionat, també anomenat soroll de transistor. Es produeix per l'arribada aleatòria de components portadors (forats i electrons) a l'element de sortida d'un dispositiu (un díode, per exemple). El soroll de tret està juxtaposat a qualsevol soroll.
- Ràfega de soroll: les ràfegues de soroll es componen de les transicions sobtades com a pas entre dos o més nivells (no gaussiana), de centenars de mil·livolts, en moments aleatoris i impredictibles. Cada canvi en la tensió d'offset o en curs té una durada de diversos mil·lisegons, i els intervals entre els pols tendeixen a estar en el rang d'àudio (menys de 100 Hz), la qual cosa fa un soroll similar al de les crispetes de blat de moro quan s'escalfen i esclaten, que és la crepitació que es produeix en els circuits d'àudio.
- Soroll de Johnson-Nyquist: també conegut com a soroll tèrmic. És el soroll generat per l'equilibri de les fluctuacions del corrent elèctric dins d'un conductor elèctric i és degut al moviment aleatori dels electrons.
- Soroll de parpelleig: és un senyal o procés amb una freqüència d'espectre que cau constantment a altes freqüències amb un espectre rosa.
- Soroll de trànsit: es produeix per l'agitació a què està sotmès el corrent des que entra fins que surt del dispositiu. Això provoca una variació aleatòria irregular de l'energia amb resposta plana.
- Soroll d'intermodulació: és l'energia generada per les sumes i les diferències creades per l'amplificació de dues o més freqüències en un amplificador no lineal.

## Mesura
Es mesura amb vats de potència (W). Com el soroll és un procés aleatori, pot ser caracteritzat per variables com la variant, la distribució i la destinació espectral. La distribució espectral del soroll pot variar per la freqüència, i la densitat de potencial es mesura en vats per herz {\displaystyle \left(\mathrm {{\frac {W}{Hz}}=W\cdot {}Hz^{-1}} \right)}.

## La relació entre el senyal i el soroll
Una de les formes més usuals de mesurar els nivells de soroll és comparant-los amb els nivells del senyal. D'aquesta manera, s'independitzen dels valors absoluts per a posar-los en comparació amb el senyal.